# Ingeborg von Schwerin (1867–1942)
Ingeborg Julia Rikardis von Schwerin, född 6 maj 1867 i Lund, död 10 juli 1942 i Ulricehamn, var en svensk friherrinna och målarinna.
Hon var dotter till ryttmästaren friherre Carl Johan Gustaf Julius von Schwerin och Ingeborg Rosencrantz samt dotterdotter till Clara Fredrika von der Lancken och systerdotter till Axel Albrecht Henrik Rosencrantz. Schwerin vistades efter sin fars död en längre period i Dresden där hon studerade porslinsmålning. Därefter studerade hon målning för Bertha Schrader i Tyskland. Hennes konst består av porträtt utförda i pastell eller akvarell varav ett flertal är kopior efter Rosalba Carriera och Gustaf Lundberg. Huvudparten av hennes produktion återfinns på Skarhults slott i Skåne.